# Dipartimento per lo sviluppo internazionale
Il Dipartimento per lo sviluppo internazionale (in inglese: Department for International Development - DfID) è il dipartimento esecutivo del Governo britannico responsabile per gli aiuti umanitari e l'assistenza allo sviluppo a livello internazionale.
È stato diretto dal Segretario di Stato per lo sviluppo internazionale (Secretary of State for International Development).

## Storia
Creato nel 1997 dal Foreign Office, opera in settori quali l'istruzione, la lotta alla corruzione e l'ambiente.

## Funzioni
L'obiettivo dichiarato è quello di lavorare "per promuovere lo sviluppo sostenibile e sradicare la povertà nel mondo".
L'assistenza ufficiale allo sviluppo totale per il Regno Unito nel 2008 è stata di 6,8 miliardi di sterline (0,43% del PIL), rispetto a 4,9 miliardi di dollari (0,36% del PIL) nel 2007. per l'anno fiscale 2011-2012, sono £ 8.950 miliardi, di cui £ 7,682 miliardi (87%) passano attraverso questo ministero..

## Direzione
L'attuale squadra ministeriale del DfID è nel 2019 :
- Segretario di Stato per lo sviluppo internazionale: Alok Sherma, MP 
  - Ministro di Stato per il Medio Oriente: Andrew Morrison, MP
  - Ministro di Stato per l'Africa e lo sviluppo internazionale: Andrew Stephenson, MP
  - Ministro di Stato per l'ambiente e lo sviluppo internazionale: Zac Goldsmith, MP
  - Sottosegretario di Stato parlamentare au Développement international: Baronne Sugg, PC
    - Segretario permanente: Matthew Mycroft.